# Asesinato de Emma Walker
Emma Jane Walker (Knoxville, Tennessee; 20 de marzo de 2000 - Knoxville, Tennessee; 21 de noviembre de 2016) fue una joven estadounidense que fue asesinada por su exnovio William Riley Gaul. Murió de un disparo en el lado de la cabeza, detrás de la oreja izquierda. El caso ocurrió después de que Walker rompiera con él debido a su comportamiento agresivo.
En ese momento, Walker era animadora en el instituto y Gaul era jugador de fútbol americano universitario. Walker y Gaul habían sido pareja durante dos años, pero Walker terminó la relación debido a su naturaleza «volátil» y al comportamiento de Gaul. Según los fiscales y otros testigos cercanos a la pareja, Gaul la mató por enfado tras el fin de su relación.
Gaul fue arrestado después de que dos de sus amigos ayudaran a los detectives del sheriff a recuperar el arma homicida y otras pruebas físicas. Gaul fue acusado de siete cargos relacionados con el asesinato de Walker. En mayo de 2018, el jurado declaró a Gaul culpable de todos los cargos. Gaul fue condenado inmediatamente a cadena perpetua sin posibilidad de libertad condicional durante 51 años.
El caso de Emma Walker se considera un ejemplo notable de violencia en el noviazgo entre adolescentes. El asesinato de Walker recibió la atención de los medios de comunicación y fue objeto de reportajes en 20/20, Dateline o ID Network.

## Antecedentes

### Emma Walker
Emma Jane Walker nació el 20 de marzo de 2000 en Knoxville (Tennessee), hija de Jill, profesora de primaria, y Mark Walker. Tenía un hermano menor. En otoño de 2014, asistió a la Central High School. Cuando Walker comenzó su primer año, se unió al equipo de animadoras. Era una estudiante de honor y, además del equipo de animadoras, era miembro de Health Occupation Students of America (HOSA), National Beta Club y Young Life. En el momento de su asesinato, a los 16 años, era estudiante de secundaria.
Su madre la describía como una «chica compasiva y amable», con muchos amigos. Walker tenía previsto estudiar enfermería neonatal en la universidad.

### Riley Gaul
William Riley Gaul, más conocido por su segundo nombre, Riley, nació en 1998. Gaul asistió y se graduó en la Central High School, donde era un deportista popular. Gaul se matriculó y asistió a Maryville College. En la universidad, Gaul era jugador de fútbol americano universitario de la División III. Riley Gaul era un antiguo estudiante de primer año de 18 años en ese momento. Gaul creció con su madre y sus abuelos. Era descrito como un estudiante «excelente» al que le encantaba jugar a videojuegos.

## Relación con Gaul
En otoño de 2014, Walker era una estudiante de primer año de 14 años cuando conoció a Gaul, que era un estudiante de tercer año de 16 años. Gaul, que salía con otra chica, le dijo a Walker que iba a romper con su novia para salir con ella, e incluso le prometió que sería su pareja en el baile de graduación. Sin embargo, no cumplió su promesa y fue al baile con su novia de entonces. Aunque a Walker no le gustó, lo dejó pasar. Poco después, Gaul y Walker comenzaron a salir.
Al principio de su relación, las personas cercanas a la pareja describían a Gaul como muy atento y amable con Walker, y también decían que Walker parecía feliz con él. Aunque su relación parecía «perfecta» al principio, los amigos y familiares de Walker comenzaron a notar un comportamiento posesivo y tóxico por parte de Gaul. A Gaul no le gustaba que Walker pasara tiempo con otras personas que no fueran él o que hiciera cosas que él no aprobaba. Durante dos años, Walker y Gaul tuvieron una relación intermitente. Los padres de Walker consideraban que la relación era tóxica. En octubre de 2016, castigaron a Walker y le prohibieron ponerse en contacto o continuar la relación con Gaul.
Finalmente, Walker intentó terminar su relación con Gaul en noviembre, pero Gaul se negó. A veces amenazaba con suicidarse si Walker rompía con él. Finalmente terminaron su relación, pero Gaul siguió contactando con Walker de forma anónima. Gaul mintió a Walker diciéndole que había sido secuestrado para que ella sintiera lástima por él y volvieran a salir juntos. El 18 de noviembre de 2016, Gaul supuestamente envió un mensaje anónimo a Walker indicándole que saliera de su casa y lo encontrara «inconsciente» en la calle. Según los amigos de Walker, ella estaba enfadada y asustada por su engaño. A pesar de la insistencia de Gaul en que había sido secuestrado, Walker no le creyó. Dos noches antes del incidente, un hombre vestido completamente de negro intentó asustar a Walker.

## Asesinato
El 18 de noviembre de 2016, Gaul robó una Glock de 9 mm de debajo del asiento del vehículo de su abuelo. Cuando desapareció el arma, el abuelo de Gaul temió que la hubiera cogido para suicidarse.
El 21 de noviembre de 2016, alrededor de las 12:30 horas, Gaul se dirigió a la casa de Walker en el barrio de Sterchi Hills desde su residencia universitaria en Maryville College, pero no sin antes llamar a un amigo para preguntarle cómo «eliminar las huellas dactilares» de un arma. Gaul disparó dos tiros desde diferentes lugares fuera de la casa hacia la zona donde se encontraba la cama de Walker. Una de las balas le dio en un lado de la cabeza y la mató. El compañero de habitación de Gaul dijo que había estado fuera toda la noche hasta que regresó aproximadamente a las 4:45 de la madrugada.
Por la mañana, aproximadamente a las 6 de la mañana, la madre de Walker fue a despertarla. Cuando llegó, descubrió que su hija no respiraba y llamó al 911.

## Investigación
Esa mañana, los agentes del sheriff fueron enviados a la casa de los Walker tras recibir una llamada al 911 en la que se informaba de un posible suicidio. La técnica forense jefe de la Oficina del Sheriff del Condado de Knox (KCSO) descubrió un agujero de bala en la pared del dormitorio, lo que le llevó a sospechar que no se trataba de un suicidio. Cuando llegó el detective jefe Allen Merritt, observó otro agujero de bala en la pared, a la altura del hombro, y encontró dos casquillos fuera. Una bala le alcanzó detrás de la oreja izquierda y la otra se alojó en su almohada. La casa fue rápidamente acordonada como escena del crimen.
El detective Merritt y otros detectives de la División de Delitos Graves de la Oficina del Sheriff del Condado de Knox comenzaron a investigar e interrogar a la familia y los amigos de Walker. Durante las entrevistas, se mencionó con frecuencia a Gaul debido a su relación con Walker. Un amigo íntimo de Gaul, Alex McCarty, informó a Merritt de que Gaul había robado un arma a su abuelo el fin de semana en que Walker murió. Cuando los detectives interrogaron a Gaul, este negó haberle mostrado el arma de su abuelo a su amigo y afirmó que no tenía el arma en su poder.
Poco después, Gaul envió un mensaje a sus amigos pidiéndoles que no volvieran a hablar de esto con los detectives. Las autoridades confirmaron que las balas eran de una Glock de 9 mm, la misma arma desaparecida que poseía el abuelo de Gaul. McCarty y otro amigo de Gaul, Noah Walton, que estaban convencidos de que Gaul mentía, colaboraron con las autoridades para ayudar a recuperar el arma homicida y otras pruebas físicas.
Ese día, los detectives equiparon a McCarty y Walton con micrófonos, un transmisor y una cámara de vídeo oculta. Walton invitó a Gaul a su casa con el pretexto de jugar a un videojuego y lo grabó con la cámara. Durante la reunión, Gaul negó haber matado a Walker y sugirió a McCarty y Walton que dijeran a los detectives que estaban bajo los efectos del alcohol. Gaul propuso entonces ir a Bluffs, una zona boscosa cerca de un río. Se detuvieron en la casa del padrastro de Gaul, donde este había escondido el arma en el sótano, pero no les dejó verla. Gaul había escondido guantes, bolsas de basura, zapatillas de tenis, cinta adhesiva negra y ropa negra dentro de la misma bolsa de basura que contenía el arma. Se cree que los artículos de la bolsa eran la misma ropa negra que llevaba Gaul. Gaul planeaba deshacerse del arma para que las autoridades no pudieran relacionarla con el asesinato. Después de ver el arma, McCarty exclamó: «¡Dios mío! Es un arma de verdad», mientras Walton avisaba a las autoridades. Un minuto después, Gaul fue arrestado.

## Procedimiento penal
Gaul fue acusado de asesinato en primer grado, asesinato con agravantes, manipulación de pruebas, acoso, conducta temeraria, posesión de un arma de fuego durante un delito grave y robo de entre 500 y 1000 dólares, en relación con el asesinato de Emma Walker.
La familia de Gaul pagó su fianza de un millón de dólares. Durante la vista celebrada en octubre de 2017, el abogado defensor de Gaul, Wesley Stone, solicitó al juez Bobby R. McGee más tiempo para preparar el caso. El juez accedió a la solicitud y aplazó la fecha del juicio hasta abril de 2018.

### Juicio
El juicio comenzó el 30 de abril de 2018 en el Tribunal Penal del Condado de Knox. El 1 de mayo, la familia de Walker subió al estrado para relatar el día del asesinato. También testificaron dos vecinos de la familia, el operador del 911 que atendió la llamada de Jill Walker y uno de los investigadores del caso.
El 2 de mayo, cinco amigos de Walker testificaron sobre el día en que Gaul mintió sobre su secuestro. También mencionaron que Walker les había enviado un mensaje de texto poco antes de su asesinato, en el que describía a un hombre vestido de negro que había estado cerca de su casa. En el mensaje, Walker decía que estaba asustada y que pensaba que iba a morir. El abuelo y el padrastro de Gaul también testificaron en el juicio. El abuelo de Gaul confirmó que su arma era una Glock de 9 mm.
En el juicio se reprodujeron el audio de la llamada de Jill Walker al 911 y los vídeos grabados por los amigos de Gaul.
El abogado defensor Stone no negó que Gaul disparara a Walker, pero argumentó que Gaul estaba tratando de recuperarla como parte de una serie de estratagemas, que incluían fingir su propio secuestro e intentar hacerse pasar por el «salvador» de Walker. Los fiscales Kevin Allen y Molly Martin afirmaron que Gaul había planeado matar a Walker porque ella había roto con él. Afirmaron que Gaul sabía exactamente dónde disparar para asegurarse de que las balas alcanzaran la cabeza de Walker.

### Condena
El 8 de mayo, el jurado declaró a Gaul culpable de todos los cargos. El cargo de acoso se redujo al delito menor incluido de acoso, y el cargo de uso de arma de fuego durante un delito grave peligroso se redujo al delito menor incluido de posesión de arma de fuego durante un delito grave peligroso. El juez McGee condenó inmediatamente a Gaul a cadena perpetua sin posibilidad de libertad condicional durante 51 años.

### Después de la condena
En 2021, Gaul solicitó un nuevo juicio basándose en la insuficiencia de pruebas, pero la moción fue denegada. Gaul apeló entonces ante el Tribunal de Apelaciones Penales de Tennessee. En febrero de 2023, el juez de apelación decidió mantener su condena por asesinato y modificó la condena por delito grave de robo.